# Orte der Repression
Orte der Repression ist ein Internetportal, das einen Überblick über die wichtigsten Orte kommunistischer Unterdrückung in der Sowjetischen Besatzungszone (SBZ) und der DDR gibt. Es fasst 45 historische Orte, Gedenkstätten und Museen zusammen.
Zeitlich umfasst das Portal die Sowjetische Besatzungszone, also die Zeit von 1945 bis 1949 und die Deutsche Demokratische Republik, also die Zeit von 1949 bis 1990.
Das Angebot wurde am 15. November 2011 freigeschaltet. Es wurde durch Bernd Neumann, den Beauftragten der Bundesregierung für Kultur und Medien initiiert und durch seine Behörde mit 90.000 Euro finanziert. Es bietet Links zu sowjetischen Speziallagern, die mehrheitlich an den Standorten nationalsozialistischer Konzentrationslager oder Kriegsgefangenenlager eingerichtet wurden, Untersuchungshaftanstalten des Ministeriums für Staatssicherheit, Hinrichtungsstätten und bedeutende deutsch-deutsche Grenzorte wie den sogenannten Tränenpalast, den Checkpoint Charlie und das Eichsfeld.
Das Projekt wurde durch die Stiftung Haus der Geschichte der Bundesrepublik Deutschland entwickelt. Es dient der schulischen Bildung und der Erwachsenenbildung und bringt dem Nutzer das Geschehen durch Fotos und Interviews mit Zeitzeugen nahe. Es gibt Hintergrundinformationen, Links zu den Websites, Angaben zu Öffnungszeiten und eine ausführliche Literaturliste.